# 海月水母屬
海月水母屬（學名：Aurelia）是水母的一个屬，其下最少有13個物種，包括一些未曾正式命名的。其下的海月水母已被詳細研究，是認識最多的凝膠狀浮游生物。
海月水母屬的物種分佈在大西洋、北冰洋及太平洋，在美國加利福尼亞州及美國東岸、日本、韓國、澳洲、新西蘭、黑海、克羅地亞、印尼及歐洲對出的海面最為普遍。它們會進行世代交替，即出生時的水母體是有性生殖的，但水螅體卻是無性生殖的。

## 外部連結
- Marine Invertebrates of Bermuda （页面存档备份，存于）
- Animal Diversity Web （页面存档备份，存于）
- Tree of Life （页面存档备份，存于）
- WoRMS taxon details （页面存档备份，存于）